# Krajobraz archeologiczny pierwszych plantacji kawy na południowym wschodzie Kuby
Krajobraz archeologiczny pierwszych plantacji kawy na południowym wschodzie Kuby – pozostałości XIX-wiecznych plantacji kawy znajdujących się u podnóża Sierra Maestra w prowincjach Santiago i Guantánamo. W XIX i na początku XX wieku, wschodnia Kuba była głównym ośrodkiem uprawy kawowców. Pozostałości plantacji ujawniają metody stosowane na trudnym terenie, a także gospodarcze i społeczne znaczenie systemu plantacji na Kubie i na całych Karaibach.
W 2000 roku krajobraz archeologiczny pierwszych plantacji kawy na południowym wschodzie Kuby został wpisany na listę światowego dziedzictwa UNESCO. Jedną z najbardziej znanych plantacji jest Cafetal la Isabelica, dwupiętrowa rezydencja z trzema dużymi platformami do suszenia ziaren kawy. Budynek został wzniesiony na początku XIX wieku przez francuskich uchodźców uciekających przed haitańską rewolucją. Obecnie znajduje się tam muzeum plantacji kawy, z XIX-wiecznym wyposażeniem niezbędnym do jej uprawy. Położone jest 2 km od innej kubańskiej atrakcji turystycznej, La Gran Piedra, ogromnej skały wulkanicznej, niedaleko Santiago de Cuba.

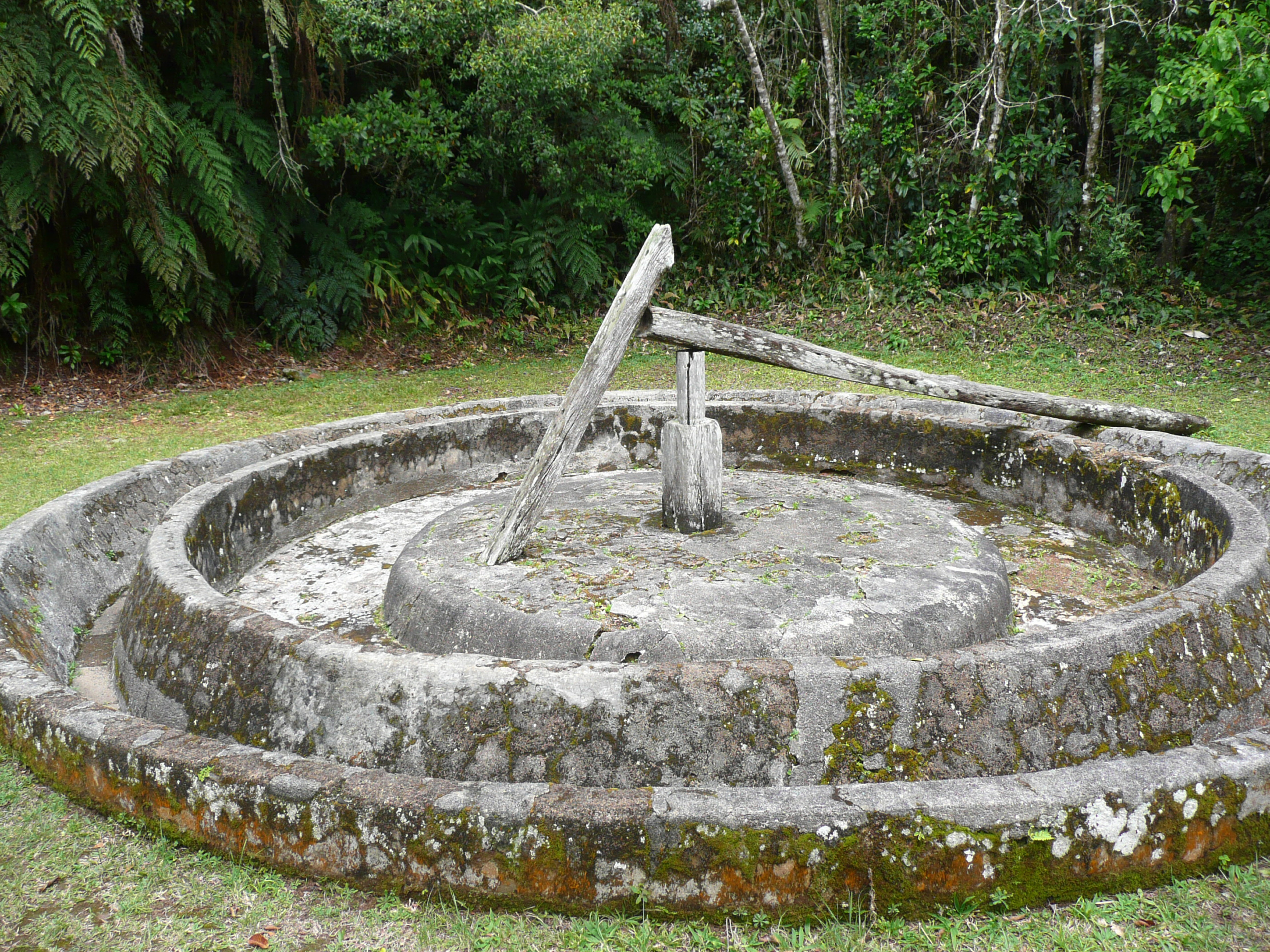
Cafetal Isabelica, młyn do mielenia ziaren kawy
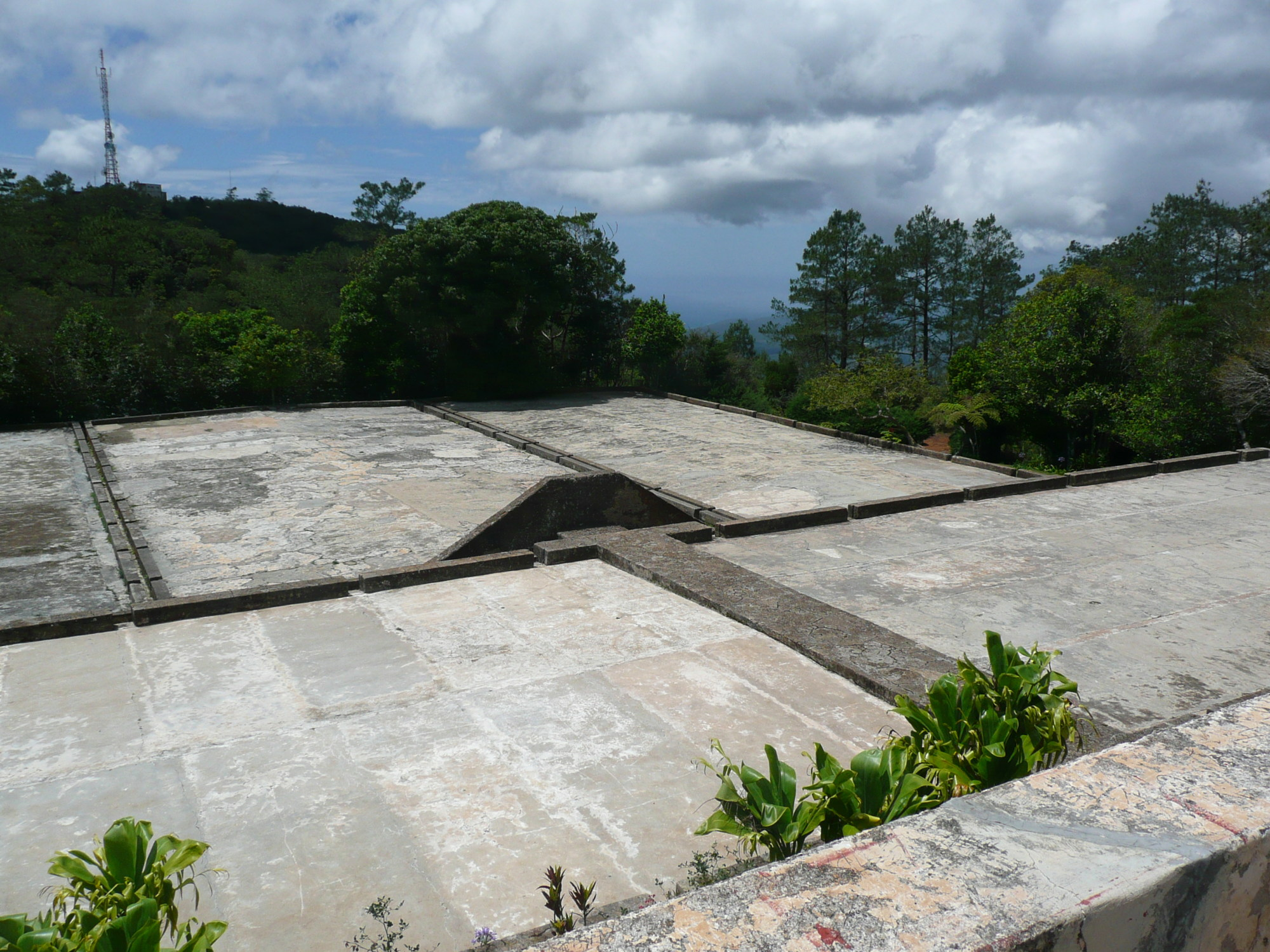
Cafetal Isabelica, miejsce suszenia zwane secadero lub tendal
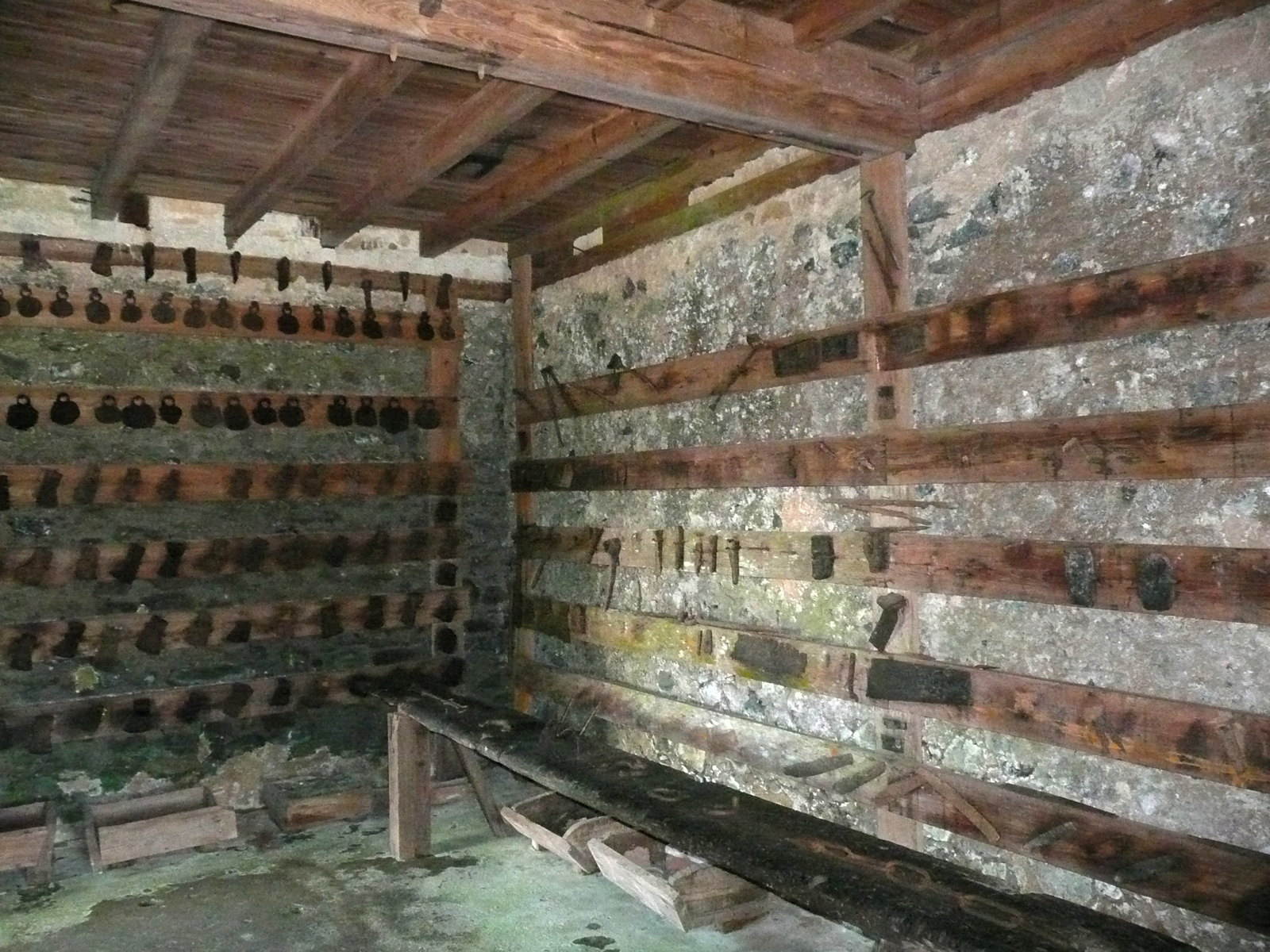
Cafetal Isabelica, narzędzia i łańcuchy niewolników
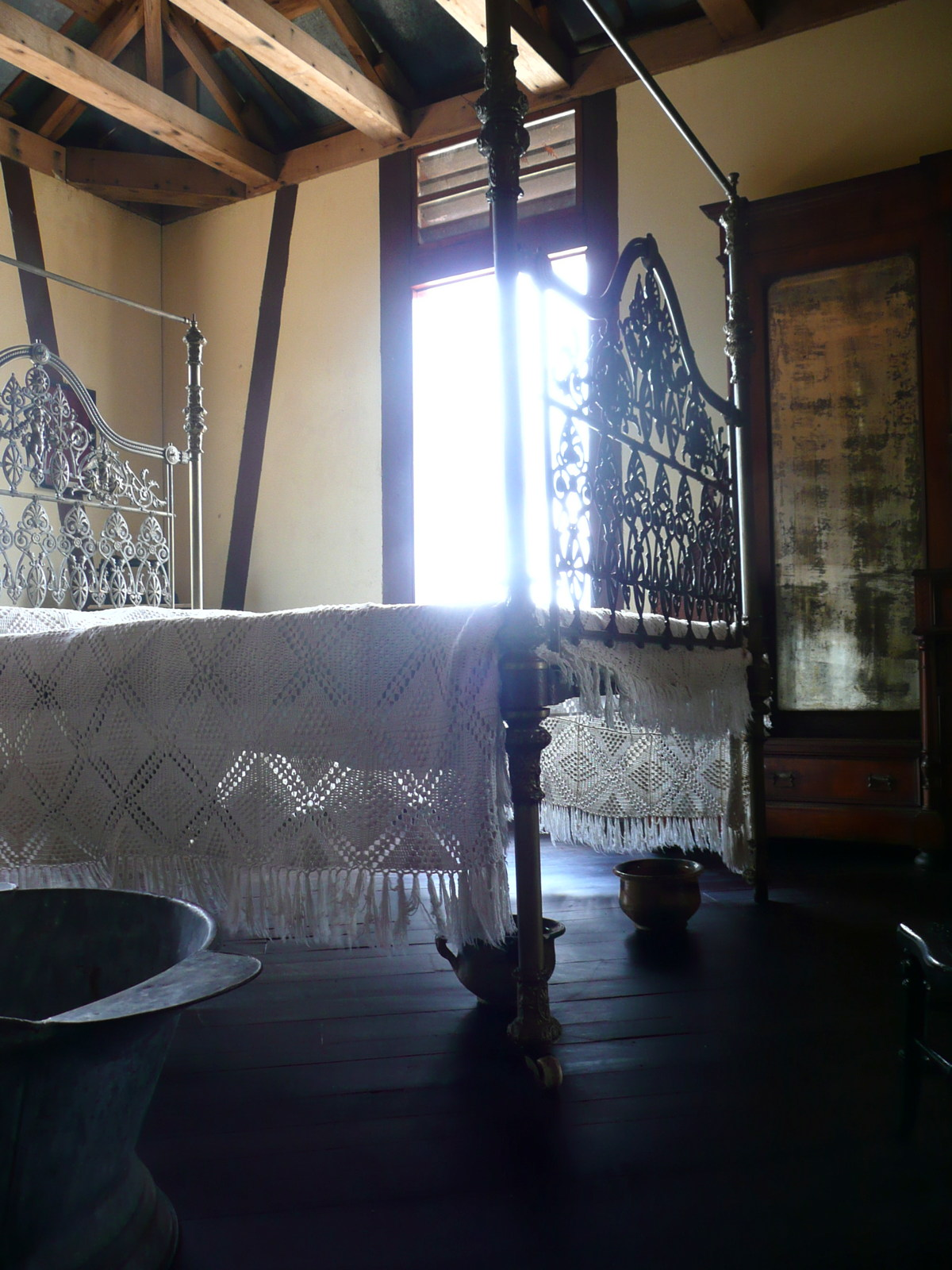
Cafetal Isabelica, wnętrze posiadłości